# Arno Stern

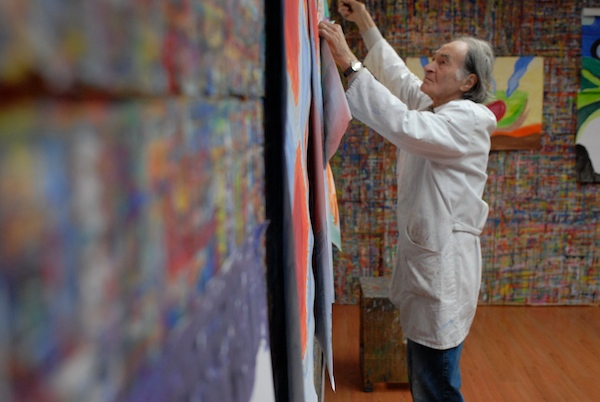
Arno Stern im Closlieu an der Rue Falguière, Paris

Arno Stern (* 23. Juni 1924 in Kassel; † 30. Juni 2024) war ein in Deutschland geborener Pädagoge und Forscher, der später die französische Staatsbürgerschaft besaß.

## Biografie
Arno Stern besuchte drei Jahre lang in Deutschland eine Schule in Kassel, bevor er mit seinen Eltern nach der Machtergreifung Hitlers nach Frankreich emigrierte. Nach Ausbruch des Zweiten Weltkriegs flüchtete die Familie weiter in die Schweiz. Zusammen mit ungefähr 300 anderen Flüchtlingen verbrachte Arno Stern dort bis zum Ende des Kriegs seine Jugendjahre in einem notdürftig umgestalteten Fabrikgebäude. Während dieser Zeit der Internierung wurden die Flüchtlinge von Hilfswerken betreut, die ihnen Bücher, unter anderem über Kunstgeschichte, zur Verfügung stellten. Arno Stern nutzte auch in diesen Jahren seine eingeschränkte Freizeit zum Zeichnen. Nach Jahren der Internierung und Staatenlosigkeit kehrte Arno Stern mit seiner Familie nach Kriegsende nach Frankreich zurück und erlangte die französische Staatsbürgerschaft.
1946 arbeitete er in einem Heim für Kriegswaisen in einem Pariser Vorort. Sein Auftrag war es, die Kinder zu beschäftigen. Arno Stern ließ sie malen. So entstand der Malort. In den 1950er Jahren baute er seine Arbeit aus und richtete ein Atelier im Pariser Viertel Quartier Saint-Germain-des-Prés im 6. Arrondissement für Kinder ein. 33 Jahre lang war dieses Atelier unter dem Namen Académie du Jeudi in Betrieb, bis Arno Stern in ein zentraler gelegenes Quartier umsiedelte. Dem neuen Ort in der Nähe der „Madeleine“ gab er den Namen Closlieu (französisches Kunstwort, etwa: „geschlossener Ort“; Stern bevorzugt im Deutschen aber „Malort“).
Die Medien wurden mit der Zeit auf Sterns Arbeit aufmerksam. Arno Stern wurde mehrfach interviewt, Reportagen wurden gemacht, und er selbst schrieb Artikel über sein Schaffen.
Auch die UNESCO wurde auf Stern aufmerksam und delegierte ihn als Experten zum ersten internationalen Kongress über Kunsterziehung nach Bristol. Am 9. September 2019 wurde Arno Stern von der UNESCO und von der Pariser Sorbonne (in der Sorbonne selbst) geehrt. Somit tritt sein Werk in die akademische Welt ein.

## Werk
Stern hatte den Wunsch und die Vorstellung von einer „Donnerstagsakademie“ – einer Kinderakademie (zur Erklärung: Der Donnerstag war damals ein schulfreier Tag in Frankreich). So kam es, dass Stern 1949 ein Malatelier für Kinder im  Pariser Stadtviertel Saint Germain-des-Prés eröffnete. Die Académie du Jeudi wurde alsbald ein großes Medienprojekt. Aber Sterns Wunsch war es nicht, ein medienwirksames Atelier zu haben, sondern sein Traum war es, einen Ort zu schaffen, an dem die Kinder ihr Innerstes ausleben können, und dies abgesondert von der Öffentlichkeit.
In dieser Zeit begann für Stern der wichtigste Entwicklungsprozess. Bis dahin beschrieb Stern das Malen der Kinder als „Kinderkunst“. Im Laufe der Zeit distanzierte er sich immer mehr von diesem Begriff und entwickelte den Begriff der 'Formulation'. Das Malen unter Sterns Aufsicht verfolgt keinen therapeutischen Zweck und ist deshalb keine Kunsttherapie, sondern der Schwerpunkt liegt auf der praktischen Betätigung. Stern beschreibt dies mit folgenden Worten: „Die Äußerung selbst verliert ihre unersetzliche Rolle, die keinesfalls eine der Kommunikation dienliche sein kann.“
1987 gründete er das Institut de Recherche en Sémiologie de l’Expression („Forschungsinstitut für Ausdruckssemiologie“), das sich mit der Entwicklung der sogenannten Formulation beschäftigt. 2012 folgte die Gründung des Instituts Arno Stern, das sich der humanistischen Seite seines Werks widmet.
Im Januar 2012 veröffentlichte Stern das Buch Erinnerungen an Europa 1933–1949, welches die Prosatexte und Lyrik seines verstorbenen Freundes Herbert Kalmann beinhaltet. Dieser war während des Kriegs zusammen mit Stern in einem Flüchtlingslager in der Schweiz untergebracht und verfasste während jener Zeit die im Buch enthaltenen Texte.

## Schriften
- Der Malort. Mit Eléonore Stern (Bilder). Daimon, Einsiedeln 1998, ISBN 3-85630-573-4.
- Die natürliche Spur. Wenn die Mal-Lust nicht zu Werken führt. Verlag Mit Kindern wachsen, Freiburg 2001; La traccia naturale: quando il piacere di dipingere non si trasforma in opera, Luni, Milano 1997, ISBN 88-7984-074-6 OCLC 797609530 (italienisch).
- Das Malspiel und die natürliche Spur. Malort, Malspiel und die Formulation. Drachen Verlag, Klein Jasedow 2005, ISBN 3-927369-14-4: Neuausgabe 2012, ISBN 978-3-927369-14-6.
- Die Expression. Der Mensch zwischen Kommunikation und Ausdruck. Classen, Zürich 1994, ISBN 3-7172-0268-5; Klotz, Eschborn 2008, ISBN 978-3-88074-023-5.
- mit André Stern: Mein Vater, mein Freund – das Geheimnis glücklicher Söhne. Zabert-Sandmann, München 2011, ISBN 978-3-89883-291-5.
- (als Hrsg.), mit Herbert Kalmann: Erinnerungen an Europa. 1933 - 1949. SichVerlag, Magdeburg 2012, ISBN 978-3-942503-17-4.
- Wie man Kinderbilder nicht betrachten soll. Zabert-Sandmann, München 2012, ISBN 978-3-89883-328-8.
- Die Spur. Gewesenes Kindsein. Klotz, Magdeburg 2014, ISBN 978-3-88074-395-3.
- Das Malspiel und die Kunst des Dienens. Die Wiederentdeckung des Spontanen. Drachen, Klein Jasedow 2015, ISBN 978-3-927369-92-4.
- Das Malspiel und das Leben. Erinnerungen, Betrachtungen, Fragmente. Drachen, Klein Jasedow 2018, ISBN 978-3-947296-05-7.

## Rezeption
- Das Alphabet der Menschheit. In: Der Spiegel. Nr. 23, 2008, S. 172 ff. (online – 2. Juni 2008).
- Darstellung seines Wirkens im österreichischen Dokumentarfilm Alphabet zum Thema Bildungschancen von Erwin Wagenhofer.